# Eiði
Eiði (duń. Ejde) – miejscowość na Wyspach Owczych, stolica gminy Eiði. Leży na wyspie Eysturoy w regionie o tej samej nazwie. Zamieszkuje je obecnie (I 2015 r.) 631 osób. Nazwa oznacza w przekładzie na język polski przesmyk co odnosi się do usytuowania osady.

## Geografia

### Położenie
Eiði leży w północnej części wyspy Eysturoy na przylądku Eiðiskollur. Przylega do końcowej części cieśniny Sundini dzielącej Eysturoy od Streymoy. Z drugiej strony miasteczka znajduje się spory zalew służący do połowu ryb, za którym znajduje się już Ocean Atlantycki. Na północnym zachodzie znajduje się góra Eiðiskollur (352 m n.p.m.) będąca jedynym szczytem przylądka. Miejscowość w dużej mierze znajduje się na południowym stoku tego wzniesienia. Kilka kilometrów od osady, na południowym wschodzie mieści się jezioro Eiðisvatn o powierzchni około 0,5 km².

### Klimat
Panujący na całym archipelagu klimat określa się mianem klimatu umiarkowanego chłodnego w odmianie morskiej. Charakteryzuje się on tam wysokimi rocznymi sumami opadów, które przekraczają nawet 1000 mm rocznie, zimnymi latami i ciepłymi zimami. Mieszkańcy tego miejsca są skazani także na częste, porywiste wiatry.

## Informacje ogólne

### Populacja
Osada Eiði jest w znacznej większości zamieszkana przez Farerczyków, czyli rdzennych mieszkańców Wysp Owczych. Społeczeństwo jest tam dość młode, najliczniejszą grupę stanowią tam osoby w wieku lat 10-19, drugą jednak są mieszkańcy w wieku 40-49 lat. Ludność ostatnimi czasy opuszcza Eiði. Zjawisko to miało miejsce w latach 2003-2012, ale trend ten powoli się odwraca. Apogeum jeśli chodzi o liczbę mieszkańców osada osiągnęła właśnie w 2003, kiedy mieszkało tam 666 ludzi. Podobna liczba, bo 665 zamieszkiwało ją już w latach 1990–1991, ale liczba ta gwałtownie spadła przez kryzys gospodarczy jaki dotknął archipelag w latach 90. XX wieku.

### Transport
Jedynym, publicznym środkiem transportu do Eiði są autobusy Bygdaleiðir linii 200, która łączy miasteczko z Oyrarbakki. By dostać się do stolicy archipelagu, Tórshavn trzeba się tam przesiąść do linii 400. W Eiði nie ma przystani promowej.

### Sport
Najbardziej popularnym sportem w miejscowości, podobnie jak na całym archipelagu jest piłka nożna. Na pobliskim boisku grała kiedyś drużyna Eiðis Bóltfelag (pol. Klub Piłkarski Eiði), ale jak wiele innych drużyn archipelagu połączyła się z inną drużyną – Ítróttarfelagið Streymur tworząc zespół EB/Streymur, którego stadion znajduje się dziś w mniejszej miejscowości Streymnes.

## Turystyka

### Ciekawe miejsca
- Látralonin jest domem, w którym zorganizowano Muzeum Eiði mające na celu przedstawienie życia okolicznych ludzi około 150 lat temu. Zbudował go w 1850 bogaty farmer z Eiði Pól á Látrinum, stąd też się wzięła jego nazwa. Układ pokojów został ten sam przez te wszystkie lata. W domu na co dzień żyło nawet 21 osób z czego od 6 do 10 należało do służby. Zachowała się tam znaczna ilość dóbr kultury, szczególnie farmerskiej, która pozwala określić jak mieszkańcy tamtego regionu żyli w drugiej połowie XIX wieku. Budynek od zarania swego istnienia ma trawiasty dach.

- Kościół w Eiði został zbudowany w 1881 jako świątynia luterańska. Stworzono go w starym stylu używanym na Orkadach. Jako budulec wykorzystano kamienie pozyskane w okolicy. Szerokość kościoła wynosi 10 metrów, długość zaś 20, jest też całkiem wysoki i może pomieścić całkiem sporą ilość wiernych. Na ścianach obu naw umieszczono neoromańskie okna. Dziś pastorem opiekującym się tą świątynią jest Emil Olsen.

### Zakwaterowanie
- Hotel Eiði jest jedynym tego typu obiektem w okolicy, ma dwie gwiazdki. Znajduje się w północnej części osady na graniach góry Eiðiskollur. Posiada 17 pokojów, w każdym z nich znajduje się prysznic, telefon i radio oraz telewizor[2]. Niektóre z pokojów mają własne toalety[2]. Jest tam także restauracja[2], a przy hotelu znajduje się kemping.

- Prócz tego znajduje się tam też jeden domek z drewna, który można wynająć, zdolny pomieścić cztery osoby, w tym dwie na łóżku małżeńskim i jedna na sofie. Znajduje się tam telewizor i radio[3].

## Urodzeni w Eiði
- Óli Egilstrøð – malarz i pisarz, napisał między innymi książkę Úr Eiðis Søgu (pol. O Historii Eiði) samodzielnie tworząc jej okładkę, wzorując swój obraz na zdjęciu z 1901 roku[4]. Zmarł w 1991 mając 83 lata.

- Niels Kruse – malarz, nazywany często pionierem tej sztuki na Wyspach Owczych, albowiem jako pierwszy był się w stanie utrzymać z dochodu, jaki przynosiła. Został doceniony przez galerie duńskie. Całe swe życie mieszkał jednak w Eiði, był samoukiem, choć uzyskał sporo pomocy od amerykańskiego podróżnika, który w czasie II wojny światowej zatrzymał się na archipelagu. Był to pierwszy artysta tworzący pejzaże. Zmarł w 1953, kiedy miał 82 lata.

- Sigrun Gunnarsdóttir – malarka, urodzona w 1950. Skończyła akademię plastyczną Glyptoteket oraz Królewską Akademię Sztuk Pięknych w Kopenhadze[5]. Do dziś ma liczne wystawy swych prac w całej Europie, szczególnie w Skandynawii i Niemczech upiększają też one do dziś wnętrze farerskich kościołów – w Eiði oraz w Selatrað, a także publiczną szkołę w jej rodzinnym mieście[5].

- Heidi Andreasen – pływaczka urodzona w 1985 biorąca udział w igrzyskach paraolimpijskich. Od dziewiątego roku życia trenuje pływanie w klasyfikacji S8. W 2000 roku na igrzyskach w Sydney zdobyła wszystkie cztery medale jakie wywalczyła cała reprezentacja Wysp Owczych – trzy srebrne na dystansie 50, 100 i 400 metrów stylem dowolnym oraz brązowy grzbietowym[6]. Wzięła też udział w Letnich Igrzyskach Paraolimpijskich 2004 zdobywając tam jeden, brązowy medal na 400 metrów stylem dowolnym[7].